# Forlaget i Haarby
Forlaget i Haarby var igennem firserne et lille idealistisk en-mandsforetagende i Haarby på Sydvestfyn, syd for Assens. Forlaget blev stiftet og drevet af lærer og forfatter Poul A. Jørgensen.
Forlagets bogudgivelser var uløseligt knyttet til den hjemlige politiske debat under den kolde krig, men forlaget udgav også både lokalhistorie og politisk-filosofisk litteratur. 
Mange af udgivelserne fra forlaget havde en klar liberal linje. Forlagets formål var først og fremmest politisk, ikke kommerciel.
Selv begrundede Poul A. Jørgensen sin forlagsvirksomhed med, at det i Danmark under den kolde krig var umuligt at opdrive liberal litteratur på grund af en overvejende anti-liberal stemning blandt store dele af den politiske og intellektuelle elite i landet.
Fremtrædende liberale politikere som Uffe Ellemann-Jensen, Anders Fogh Rasmussen og Bertel Haarder stod på forlagets forfatterlister. Forlaget genudgav blandt andet Friedrich Hayeks Vejen til Trældom, Alexis de Tocquevilles Frihed og lighed og André Glucksmanns Herretænkerne.
Forlagets udgivelser kostede ham personligt tæt på en halv million kroner. Bøgerne solgte ikke så godt, som han havde håbet.
Poul A. Jørgensen døde i 1996. Det blev samtidig slutningen på forlagets korte men udgivelsesrige historie.